# يوهان جاكوب بيرناردي
يوهان جاكوب بيرناردي (بالألمانية: Johann Jakob Bernhardi)‏ (و. 1774 – 1850 م) هو عالم نبات، وطبيب من الإمبراطورية الرومانية المقدسة . ولد في إرفورت.
وكان عضو في الأكاديمية الألمانية للعلوم ليوبولدينا .
توفي في إرفورت ، عن عمر يناهز 76 عاماً.